# Werle

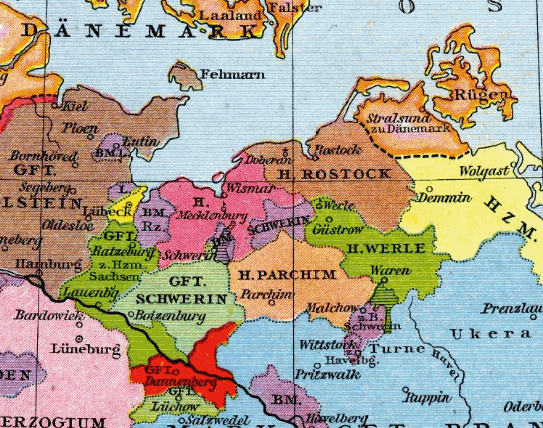
Werle (zielone, po prawej) na mapie Meklemburgii ok. 1230 r.

Werle – księstwo istniejące na terenie Meklemburgii w okresie od XIII do XV wieku.

## Historia
Księstwo powstało na terenie ziem należących do samodzielnej w IX-XII wieku konfederacji plemion obodrzyckich należących do mieszkających między rzekami Łabą i Odrą Słowian połabskich. Jego nazwa wywodzi się od jednego z grodów obodrzyckich Orle – Werle, który w XII wieku pełnił ważną rolę w walkach Obodrzyców z Sasami w czasie krucjat połabskich. W 1160 roku gród ten stanowił ostatni punkt oporu księcia obodrzyckiego Niklota, który tu zginął, a w 1163 jego synów. W XIII wieku został on opuszczony, a obok powstało miasto Güstrow w pobliżu Kassow.
W miejscu tym ok. 1230 roku powstało księstwo Werle (od 1418 roku nazywane także księstwem Wenden). Doszło wówczas do podziału Meklemburgii pomiędzy czterech synów księcia meklemburskiego Henryka Borwina II; Werle stanowiło jedną z nich. Odtąd panowała tu odrębna gałąź dynastii meklemburskiej. W XIII w. powiększyło ono swoje terytorium o fragmenty innych części Meklemburgii (m.in. Parchim). W XIV wieku doszło do podziałów dynastycznych Werle (w 1316 i 1347 roku); jedna z części uznała zwierzchność Brandenburgii. W 1426 roku doszło do ponownego zjednoczenia Werle, jednak już w 1436 zmarł ostatni męski potomek tej linii dynastii meklemburskiej, a księstwo zostało na powrót przyłączone do Meklemburgii.